# Gypsophila (ocells)
Gypsophila és un gènere d'ocells de la família dels pel·lorneids (Pellorneidae).

## Taxonomia
Segons la classificació del Congrés Ornitològic Internacional (versió 11.1, 2021) aquest gènere està format per 6 espècies:
- Gypsophila crassa - turdina muntanyenca.
- Gypsophila brevicaudata - turdina cuacurta.
- Gypsophila annamensis - turdina d'Annam.
- Gypsophila calcicola - turdina roquera rogenca.
- Gypsophila crispifrons - turdina roquera grisa.
- Gypsophila rufipectus - turdina pit-rogenca.